# Kōyasan Shingon-shū
Koyasan Shingon-shu (高野山真言宗) est un ensemble japonais de bouddhisme shingon dont le centre se trouve au mont Koya, préfecture de Wakayama. C'est la plus ancienne et la plus grande des dix-huit sectes shingon au Japon. Le temple principal en est Kongōbu-ji.